# Karzec
Karzec (pol. hist. „Karsiec”) – wieś w Polsce położona w województwie wielkopolskim, w powiecie gostyńskim, w gminie Krobia, obok wsi Pudliszki.

## Historia
Wieś ma metrykę średniowieczną i pierwotnie związana była z Wielkopolską. Istnieje co najmniej od początku XIV wieku. Wymieniona została w 1310 w łacińskim dokumencie jako „Karcz”, 1393 „Karszecz”, 1394 „Carszicz”, 1406 „(Ka)rssecz”, 1408 „Crszcza”, 1432 „Polukarszecz”, 1446 „Karsszyecz”, 1447 „Karsyecz”, 1507 „Carssiecz”, 1530 „Karsecz, Carscz”, 1563 „Carsziecz”, 1581 „Karsziecz”.
Okolice wsi były jednak zasiedlone wcześniej niż zachowane historyczne zapisy. W okresie plemiennym oraz w początkach państwowości polskiej wieś była siedzibą grodu oraz kasztelanii. Archeolodzy znaleźli w pobliżu wsi grodzisko okrągłe, wklęsłe, otoczone wałem i fosą pochodzące z okresu ok. 800-1250. Leży ono obecnie na polu uprawnym około 400 metrów na północ od dworu, o 100 m na południe od „Rowu Polskiego” oraz 150 m na wschód od drogi z Karca do Rokosowa. Kasztelania ta została później odnotowana w dokumentach średniowiecznych. Z imienia znani są także jej kasztelanowie. W 1293 funkcję tę pełnił Stefan, w 1352 Szczedrzyk, uczestnik konfederacji szlachty wielkopolskiej, a dalej w latach 1378-1379 Peregryn, w 1406 Dziersław, w 1411 Mikołaj z Zagórzyna. Jako ostatni kasztelan w latach 1413-1435 stanowisko piastował Świętosław z Iłowca. Archeolodzy odkryli także w pobliżu wsi osadę z okresu ok. 950-1250, a w niej ułamki naczyń glinianych.  Przy budowie toru kolejowego odsłonięte zostało także cmentarzysko z okresu ok. 950-1100.
W średniowieczu miejscowość była własnością szlachecką należącą do lokalnej szlachty wielkopolskiej z rodu Karsieckich, którzy od nazwy wsi utworzyli swoje odmiejscowe nazwisko, a także do spokrewnionych z nimi Rokossowskich. Według pierwszego zachowanego zapisu w 1310 książę śląski i wielkopolski, pan Głogowa i Poznania dziedzic Królestwa Polskiego Henryk III głogowski ustanowił dystrykt w Poniecu, a w jego granicach odnotowano m.in. także wieś Karzec. W 1446 miejscowość należała do powiatu kościańskiego Korony Królestwa Polskiego. W 1510 należała do parafii Krobia.
W 1440 Dziersław z Rokosowa odnowił granice pomiędzy Rokosowem, Karzcem i Pudliszkami. Wspomniany został wówczas kopiec węgielny stojący pomiędzy nimi, który nazywany był „rokosowskim”, a także las pomiędzy Karzcem oraz Pudliszkami. W 1494 odnotowany został kopiec narożny dziedzin Rokosowo, Karzec i Pudliszki. W 1530 dziedzice z Rokosowa oraz Jan Karsiecki dziedzic Karzca ponownie odnowili granice pomiędzy obiema wsiami. Kopiec narożny dziedzin Rokosowo, Karzec oraz nieistniejącej obecnie wsi Sławikowice stał w miejscu zwanym „Ostrów”, w pobliżu drogi z Rokosowa do Karzca. Granica ta biegła przez środek Ostrowa, wzdłuż znaków metalowych oraz nacięć na brzostach, przez las zwany „Stawisko”, aż do drzewa z nacięciami zwanego „Krzywa Olsza”, a od niego dalej przez las aż do wielkiego drzewa z gatunku brzost, który ze starodawna był uważany za znak narożny dziedzin Rokosowo, Karzec oraz Pudliszki.
W latach 1393–1406 jako właściciel we wsi odnotowany został Pietrasz Karsiecki. W latach 1406–1408 odnotowano kilka procesów o prawa własności do wsi. Mikołaj Kotarba toczył przed sądem ziemskim proces z Pietraszem oraz jego żoną o nieustalenie granic oraz nieuwolnienie dziedzin Karzec i Samborowice od roszczeń innych osób. Kotarba toczył proces sądowy z tytułu prawa bliższości z Janem Czernińskim (z Czerniny na Śląsku), który dowodził, że to Piechno był “wieczystym dziedzicem dziedziny Karzec”. Mikołaj Kotarba toczył także proces z Janem “seniorem” w Książu oraz jego dwoma braćmi i siostrą o połowę dziedziny Karzec przeprowadzając przed sądem dowód, że jego przodkowie oraz on sam posiadali część wsi przez 33 lata, a w toku procesu właściciel Książa Jan Ksiąski poręczył za swego ,,seniora” i jego rodzeństwo, iż w razie przegranej nie będą niepokoić strony przeciwnej.
W 1428 Bełczek Rokossowski zapowiedział przed sądem ziemskim Karzec i Sławikowice. W 1430 własność we wsi, część Golejewa oraz pół Karzca, posiadali Mikołaj oraz Wojciech. W 1432 Beczek zapowiedział drogi, łąki, pastwiska, lasy, bory i inne pożytki dziedzin Rokosowo, Bączylas, Karzec, Sławikowice. Dziedziny te należały do Bełczka i Dziersława Rokossowskich oraz Mikołaja i Wojciecha ze wsi Karzec i Golejewo. W 1446 Dziersław z Rokosowa, Rokossowski zapisał żonie Dorocie po 60 grzywien posagu i wiana na połowie dziedziny Bełczylas, na części Karzca oraz na połowie części Sławikowic.
Miejscowość odnotowują także historyczne rejesty podatkowe. W 1510 we wsi odnotowano 5 łanów osiadłych, jeden łan opuszczony oraz folwark. W 1530 miał miejsce pobór podatków od dwóch łanów, a od karczmy w wysokości 3 groszy. W 1561 pobór z jednego łana, a w 1564 4 łanów. W 1566 pobrano podatki z części Jakuba Rokossowskiego od 4 łanów, 3 zagrodników. Z części należącej do Jana Karsieckiego: od jednego łana i dwóch zagrodników. W 1581 pobrano podatki z części podskarbiego koronnego Jakuba Rokossowskiego - od 4 łanów i 3 zagrodników, a z własności Jana Karsieckiego od 2 półłanków, 3 zagrodników oraz od wiatraka dziedzicznego.
W wyniku II rozbioru Rzeczypospolitej w 1793, miejscowość przeszła w posiadanie Prus i jak cała Wielkopolska znalazła się w zaborze pruskim. W okresie Wielkiego Księstwa Poznańskiego (1815-1848) miejscowość należała do wsi większych w ówczesnym pruskim powiecie Kröben (krobskim) w rejencji poznańskiej. Karzec należał do okręgu krobskiego tego powiatu i stanowił część majątku Pudliszki, którego właścicielem był wówczas (1846) Józef Łubieński. Według spisu urzędowego z 1837 roku wieś liczyła 195 mieszkańców, którzy zamieszkiwali 24 dymy (domostwa).
W latach 1975–1998 miejscowość administracyjnie należała do województwa leszczyńskiego.
W średniowieczu w tutejszym grodzie Karzec mieściło się centrum administracyjne dla okolicznych terytoriów.

## Zabytki
- Grodzisko kasztelańskie - użytkowane od IX do XIV wieku. W 1293 roku wzmiankowano kasztelana krzywińskiego Szczedrzyka „z Karca”[7].